# متحف سان فرانسيسكو للفن الحديث
متحف سان فرانسيسكو للفن الحديث (ويُعرف اختصارًا باسم SFMOMA) هو متحف للفن الحديث والمعاصر يقع في سان فرانسيسكو، كاليفورنيا. منظمة غير ربحية، متحف سان فرانسيسكو للفن الحديث تمتلك مجموعة معترف بها دوليًا من الفن الحديث والمعاصر، وكان أول متحف على الساحل الغربي مخصص فقط لفن القرن العشرين. تضم المجموعة الحالية للمتحف أكثر من 33000 عمل للرسم والنحت والتصوير والهندسة المعمارية والتصميم والفنون الإعلامية والانتقال إلى القرن الحادي والعشرين. يتم عرض المجموعة على 170,000 قدم مربع (16,000 م2) من مساحة العرض، مما يجعل المتحف من أكبر المتاحف في الولايات المتحدة بشكل عام، وواحد من أكبر المتاحف في العالم للفن الحديث والمعاصر.
تأسس المتحف في عام 1935 في مبنى الحرب التذكاري، وافتتح المتحف في منزله المصمم من قبل ماريو بوتا في منطقة سوما في عام 1995. أعيد افتتاح متحف سان فرانسيسكو للفن الحديث في 14 مايو 2016، بعد مشروع توسع كبير مدته ثلاث سنوات من قبل المهندسين المعماريين سنويتا. يضاعف التوسع مساحات معرض المتحف بأكثر من الضعف ويوفر ما يقرب من ستة أضعاف المساحة العامة مثل المبنى السابق، مما يسمح لـ متحف سان فرانسيسكو للفن الحديث بعرض مجموعة موسعة جنبًا إلى جنب مع Doris ودونالد فيشر كوليكشن للفن المعاصر.

## التاريخ

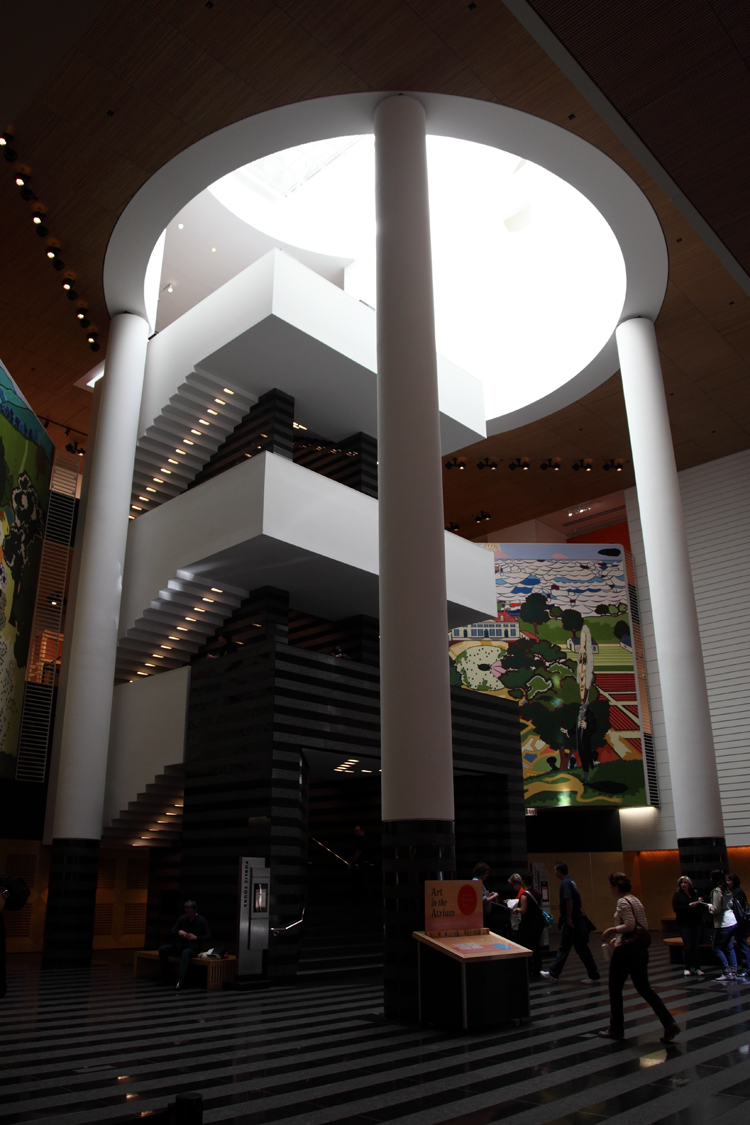
ردهة متحف سان فرانسيسكو للفن الحديث قبل تجديد عام 2016.

تأسست متحف سان فرانسيسكو للفن الحديث في عام 1935 تحت إشراف المخرجة جريس إل ماكان مورلي باسم متحف سان فرانسيسكو للفنون. على مدار الستين عامًا الأولى، احتل المتحف الطابق الرابع من مبنى الحرب التذكاري لقدامى المحاربين في شارع فان نيس في المركز المدني. هدية مكونة من 36 عملًا فنيًا من ألبرت إم بندر، بما في ذلك ذا فلاور كاريير (1935) بواسطة دييغو ريفيرا، شكلت أساس المجموعة الدائمة. تبرع بندر بأكثر من 1100 قطعة إلى متحف سان فرانسيسكو للفن الحديث خلال حياته ومنح أول صندوق شراء للمتحف. بدأ المتحف عامه الثاني بمعرض لأعمال هنري ماتيس. في نفس العام، أنشأ المتحف مجموعة التصوير الفوتوغرافي الخاصة به، ليصبح من أوائل المتاحف التي اعترفت بالتصوير الفوتوغرافي كفنون جميلة.  أقام متحف سان فرانسيسكو للفنون الحديثة معرضه المعماري الأول، بعنوان تيليسيس: سبايس فور ليفينغ (بالإنجليزية: Telesis: Space for Living) في عام 1940. اضطرت متحف سان فرانسيسكو للفن الحديث إلى الانتقال إلى مرفق مؤقت في شارع البريد في مارس 1945 لإفساح المجال لمؤتمر الأمم المتحدة المعني بالمنظمة الدولية. عاد المتحف إلى موقعه الأصلي في فان نيس في يوليو، عند التوقيع على ميثاق الأمم المتحدة. في وقت لاحق من ذلك العام، استضافت متحف سان فرانسيسكو للفن الحديث أول معرض متحف فردي لجاكسون بولوك. 
أقامت المخرج المؤسس جريس مورلي عروض أفلام في المتحف بداية من عام 1937، بعد عامين فقط من افتتاح المؤسسة. في عام 1946، أحضر مورلي المخرج فرانك ستوفاخر لتأسيس متحف سان فرانسيسكو للفن الحديث المؤثرة  سلسلة أفلام «الفن في السينما» التي استمرت تسع سنوات. واصلت متحف سان فرانسيسكو للفن الحديث توسعها في وسائل الإعلام الجديدة مع إطلاق عام 1951 لبرنامج تلفزيوني نصف شهري بعنوان الفن في حياتك. استمرت السلسلة، التي أعيدت تسميتها لاحقًا إلى ديسكفري، لمدة ثلاث سنوات. أنهت مورلي فترة عملها التي امتدت 23 عامًا كمديرة للمتحف في عام 1958 وخلفها جورج دي كولر (1958-1965) وجيرالد نوردلاند (1966-1972). برز المتحف إلى الصدارة العالمية في عهد المخرج هنري تي هوبكنز (1974–86)، مضيفًا كلمة «حديث» إلى عنوانه عام 1975. منذ عام 1967، كرمت متحف سان فرانسيسكو للفن الحديث فناني منطقة خليج سان فرانسيسكو بجائزة سيكا (بالإنجليزية: SECA) الفنية التي تصدر كل سنتين.
في الثمانينيات، في عهد هوبكنز وخلفه جون آر لين (1987-1997)، أنشأت متحف سان فرانسيسكو للفن الحديث ثلاث وظائف تنظيمية جديدة: أمين الرسم والنحت، وأمين العمارة والتصميم، وأمين فنون الإعلام. تم رفع منصبي مدير التعليم ومدير التصوير إلى أدوار قيّمة كاملة. في هذا الوقت، تولى متحف سان فرانسيسكو للفن الحديث برنامج معارض خاص نشط، من خلال تنظيم واستضافة المعارض المتنقلة. بما في ذلك العروض التقديمية الرئيسية لعمل جيف كونز وسيغمار بولك وويليم دي كونينج.
حتى افتتاح متحف الفن المعاصر في لوس أنجلوس في عام 1987 والجناح الحديث والمعاصر لمتحف مقاطعة لوس أنجلوس للفنون، كان متحف سان فرانسيسكو يميل إلى أن يكون بمثابة الرائد في الولاية للفن الحديث والمعاصر. في يناير 1995 افتتح المتحف موقعه الحالي في 151 شارع ثيرد، بجوار حدائق يربا بوينا في منطقة سوما. صمم ماريو بوتا، المهندس المعماري السويسري من كانتون تيتشينو ما كلَّف نحو 60 مليون دولار أمريكي. ساعد راعي الفن فيليس واتيس المتحف في الحصول على الأعمال الرئيسية لماغريت وموندريان وآندي وارهول وإيفا هيس وواين ثيبود.
قامت متحف سان فرانسيسكو للفن الحديث بعدد من عمليات الاستحواذ المهمة تحت إشراف دايفد روز (1998-2001)، الذي تم تجنيده من متحف ويتني في نيويورك، بما في ذلك أعمال ألسويرث كيلي، ورينيه ماغريت، وبيت موندريان، وكذلك عمل النافورة للشهير مارسيل دوشامب (1917/1964). هذه الأعمال وما استحوذت عليه أعمال جاسبر جونز، ومارك روثكو، وفرانسيس بيكون، وألكسندر كالدر، وتشاك كلوز، وفرانك ستيلا، وضعت المؤسسة في أعلى مراتب المتاحف الأمريكية للفن الحديث. بعد ثلاث سنوات و140 مليون دولار لبناء المجموعة، استقال روس عندما أجبر الاقتصاد البطيء المتحف على فرض قيود صارمة على موارده.
تحت إشراف المدير الحالي نيل بينيزرا، الذي تم تجنيده من معهد شيكاغو للفنون في عام 2002، حققت متحف سان فرانسيسكو للفن الحديث زيادة في عدد الزوار والعضوية مع الاستمرار في بناء مجموعتها. في عام 2005، أعلن المتحف عن الهدية الموعودة لما يقرب من 800 صورة فوتوغرافية إلى مجموعة برينتيس أند بول ساك فوتوغرافيك (بالإنجليزية: Prentice and Paul Sack Photographic Trust) في متحف سان فرانسيسكو للفن الحديث من مجموعة ساكس الخاصة. شهد المتحف حضورًا قياسيًا في عام 2008 مع معرض فريدا كاهلو، الذي جذب أكثر من 400 ألف زائر خلال جولته التي استمرت ثلاثة أشهر.

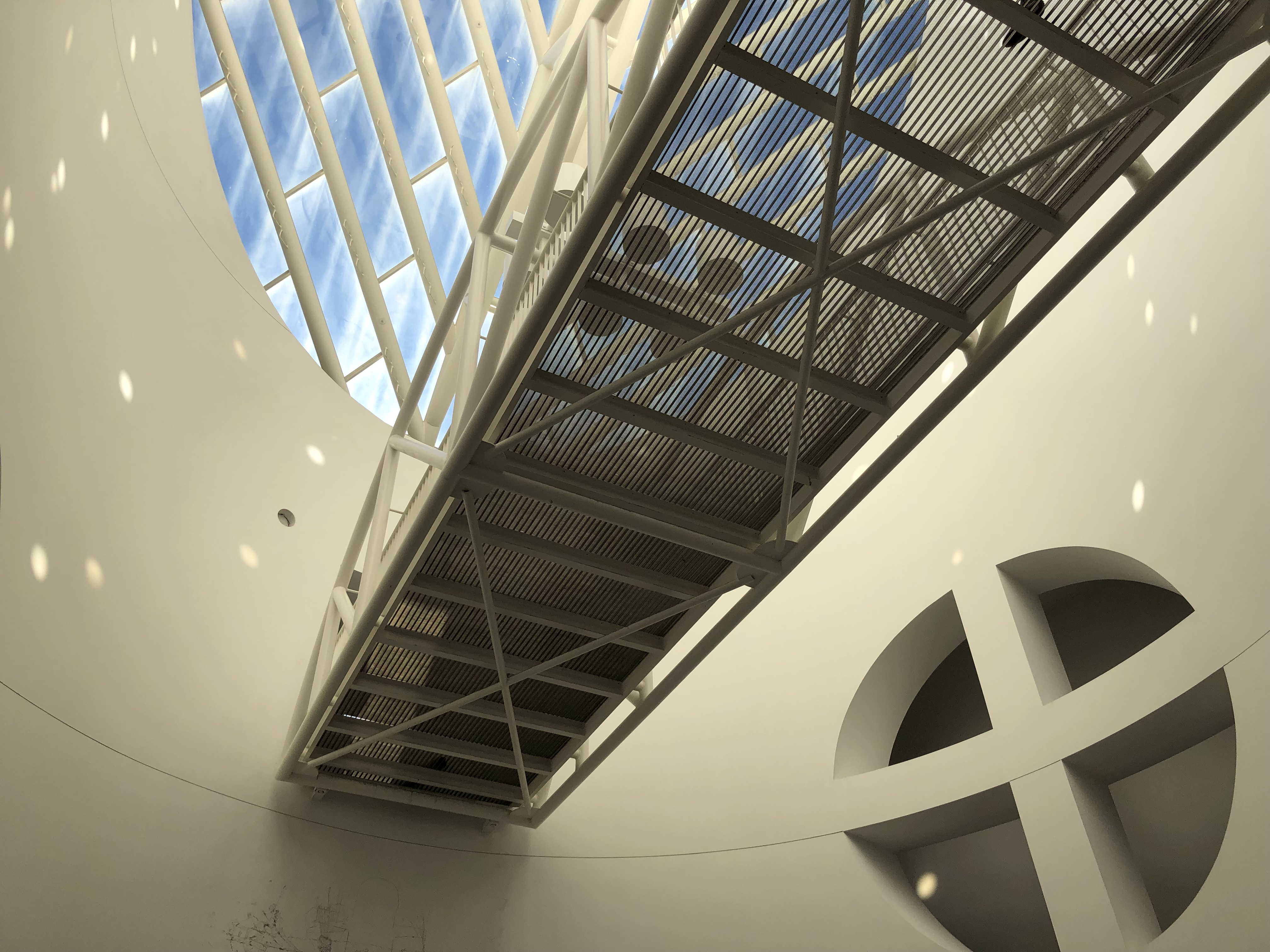
متحف سان فرانسيسكو للفن الحديث بعد تجديدها من قبل سنويتا.

في عام 2009، أعلنت متحف سان فرانسيسكو للفن الحديث عن خطط لتوسيع كبير لاستيعاب جماهيرها المتزايدة وبرامجها ومجموعاتها ولعرض مجموعة دوريس ودونالد فيشر للفن المعاصر. في عام 2010 - الذكرى 75 لتأسيس المتحف - تم اختيار شركة الهندسة المعمارية سنويتا لتصميم المبنى الموسع. قامت متحف سان فرانسيسكو للفن الحديث بوضع حجر الأساس لتوسعها في مايو 2013.
في يوليو 2020، اضطر غاري جاريلز، كبير أمناء الرسم والنحت، إلى الاستقالة لاستخدامه مصطلح «التمييز العكسي» خلال اجتماع زوم للموظفين.

## المجموعات والمعارض والبرامج

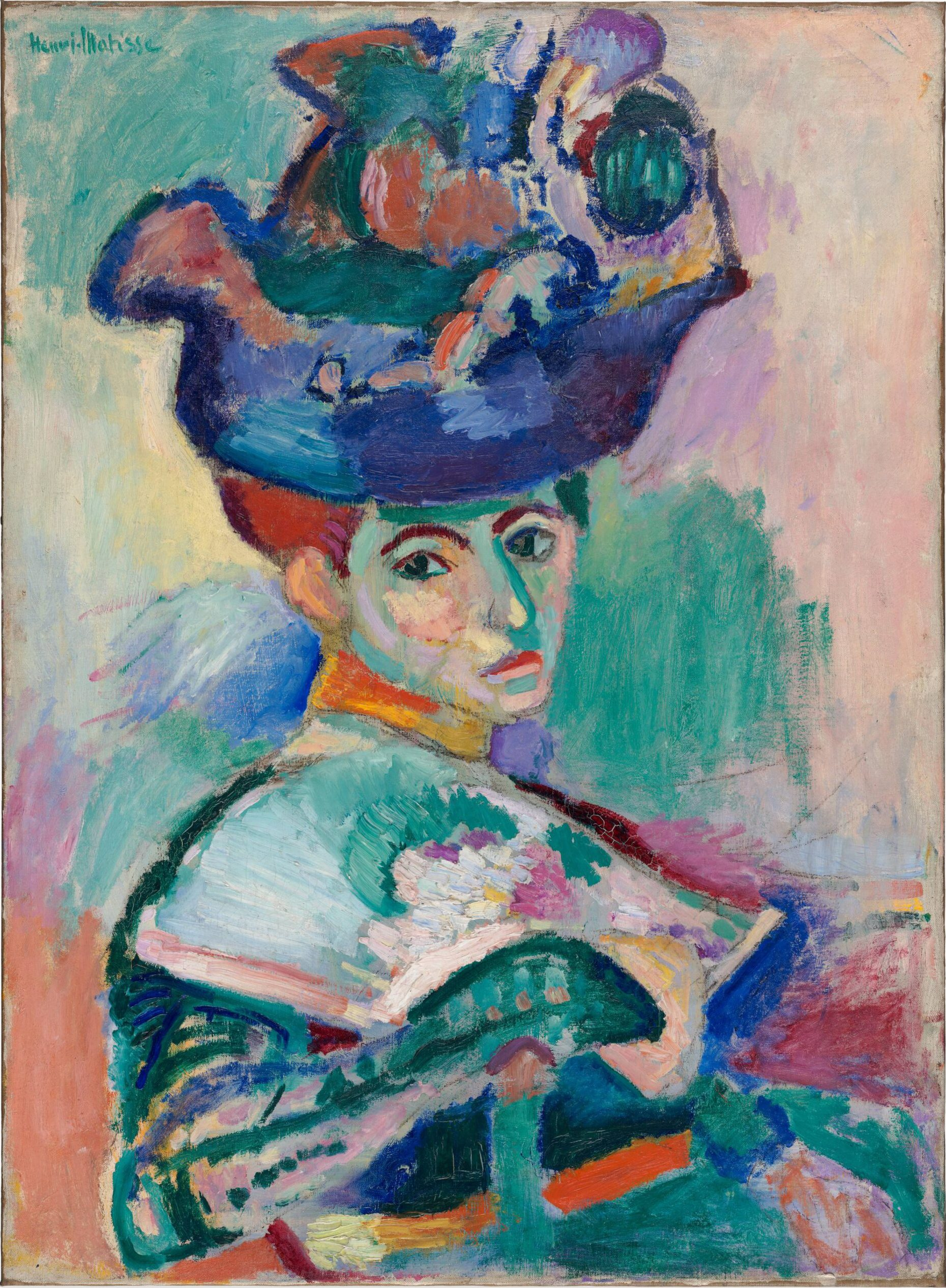
هنري ماتيس.، 1905

أقام جاكسون بولوك أول عرض متحفي له في متحف سان فرانسيسكو للفن الحديث، كما فعل كليفورد ستيل وأرشيل غوركي. يحتوي المتحف في مجموعته على أعمال مهمة لهنري ماتيس وجان ميتزينجر وبول كلي ومارسيل دوشامب وآندي وارهول وجاكسون بولوك وريتشارد ديبنكورن وكليفورد ستيل ودوروثيا لانج وأنسيل آدامز، من بين آخرين. يستضيف المتحف سنويًا أكثر من عشرين معرضًا وأكثر من ثلاثمائة برنامج تعليمي. بينما تم إغلاق مبنى المتحف للتوسع، من صيف 2013 حتى أوائل 2016، قدمت متحف سان فرانسيسكو للفن الحديث معارضها وبرامجها في مواقع خارج الموقع حول منطقة الخليج كجزء من متحف سان فرانسيسكو للفن الحديث أثناء التنقل.
في عام 2009، اكتسب المتحف علاقة حراسة لمجموعة الفن المعاصر من دوريس ودونالد فيشر من شركة جاب. تضم مجموعة فيشر حوالي 1100 عمل من فنانين مثل الكسندر كالدر، تشاك كلوز، ويليم دي كوننغ، أنسلم كيفر، إلسوورث كيلي، روي ليشتنشتاين، برايس ماردن، أغنيس مارتن. جيرهارد ريختر، ريتشارد سيرا، سي تومبلي، وأندي وارهول، من بين أشياء أخرى كثيرة. ستكون المجموعة على سبيل الإعارة إلى متحف سان فرانسيسكو للفن الحديث لمدة 100 عام.
في فبراير 2011، أطلق المتحف علنًا حملته الجماعية، معلنا عن اقتناء 195 عملاً بما في ذلك لوحات جاكسون بولوك، وويليم دي كونينغ، وجاسبر جونز، وروبرت روشنبرغ وفرانسيس بيكون. وتحت رعاية حملة المجموعات أيضًا، تم الإعلان عن الهدايا الموعودة بـ473 صورة في عام 2012، بما في ذلك 26 عملاً لديان أربوس وهدايا مهمة للتصوير الفوتوغرافي الياباني. يتم عرض الأعمال المكتسبة من خلال حملة المجموعات جنبًا إلى جنب مع مجموعة فيشر في مبنى المتحف الموسع، الذي تم الانتهاء منه في عام 2016.
يتيح موقع متحف سان فرانسيسكو للفن الحديث للمستخدمين تصفح المجموعة الدائمة للمتحف. يتيح تطبيق متحف سان فرانسيسكو للفن الحديث للزائرين استخدام هواتفهم المحمولة لمتابعة الزيارة الموجهة للمتحف بالسرعة التي تناسبهم بينما يتتبع التطبيق مواقعهم.
تأسست مكتبة أبحاث متحف سان فرانسيسكو للفن الحديث في عام 1935 وتحتوي على موارد واسعة تتعلق بالفن الحديث والمعاصر، بما في ذلك الكتب والدوريات وملفات الفنانين والصور الفوتوغرافية والمجموعات الإعلامية.

### أعمال مختارة
- حديقة المحيط رقم 54 بقلم ريتشارد ديبنكورن
- ذا نيست، لويز بورجوا
- حامل الزهور بواسطة دييغو ريفيرا
- فريدا ودييجو ريفيرا من تأليف فريدا كاهلو
- مجموعة (بلا عنوان سابقًا) لروبرت روشنبرغ
- 1947-S لكليفورد ستيل
- مجموعة من ست صور شخصية لأندي وارهول
- أمي تقف لي، من سلسلة «صور من المنزل» للاري سلطان
- بدون عنوان، ممفيس بقلم ويليام إغليستون
- حيث يوجد كرسي سموك زيج زاج بواسطة مارتن باس
- ثلاثة شعاع من بروس كونر
- الرباعية الفيديو لكريستيان ماركلي
- استراحة إدوارد هوبر
- موسيقى البوب العسل توكوجين يوشيوكا

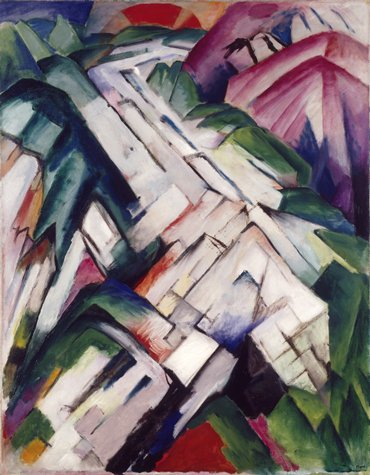
فرانز مارك. جبرج (الجبال)، 1911-1912
آنا أتكينز. Asplenium radicans (جامايكا)، كاليفورنيا. 1850آنا أتكينز. Asplenium radicans (جامايكا)، كاليفورنيا. 1850
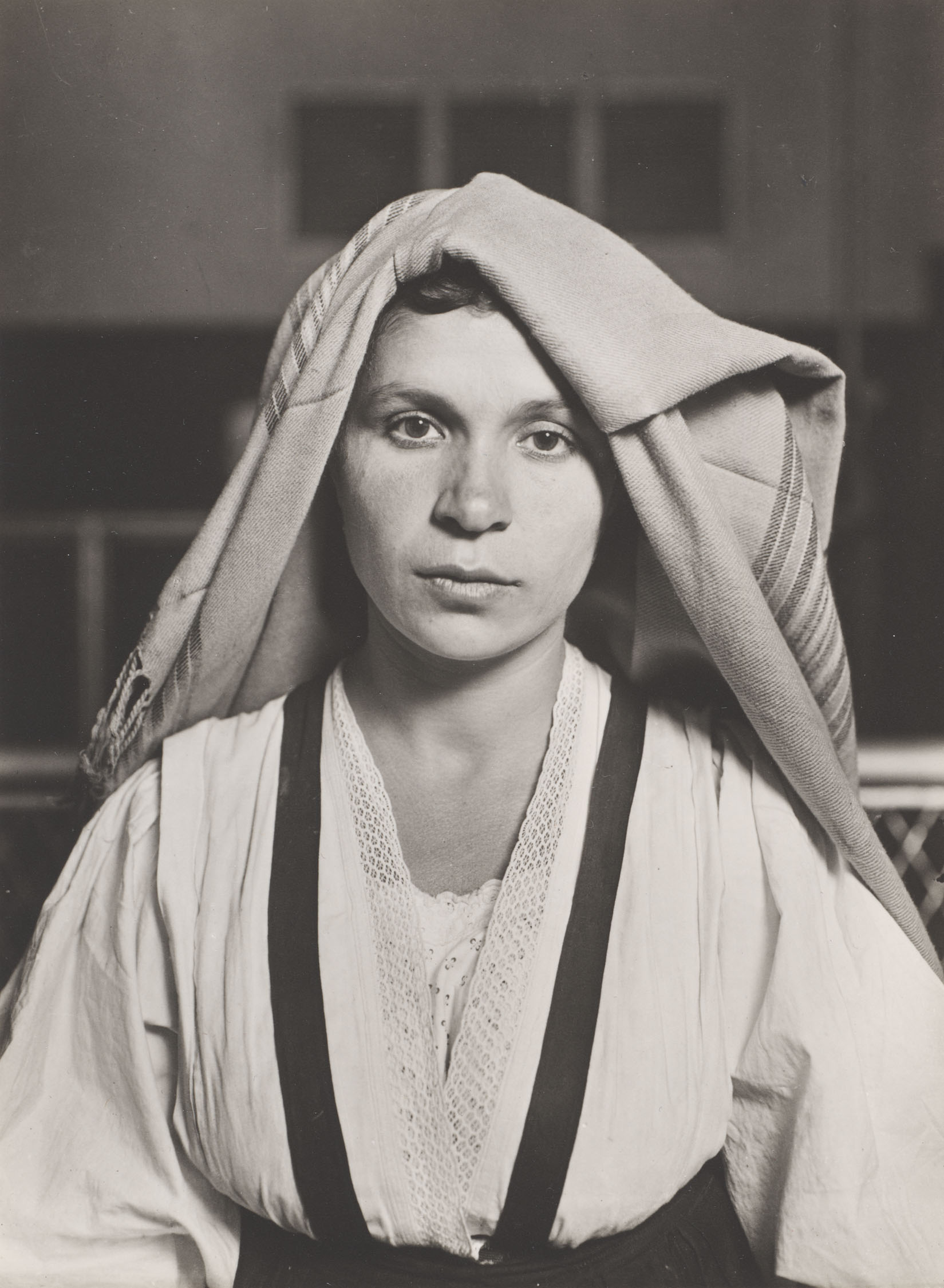
لويس ويكس هاين. امرأة بغطاء رأس مطوي، جزيرة إليس، نيويورك، 1905
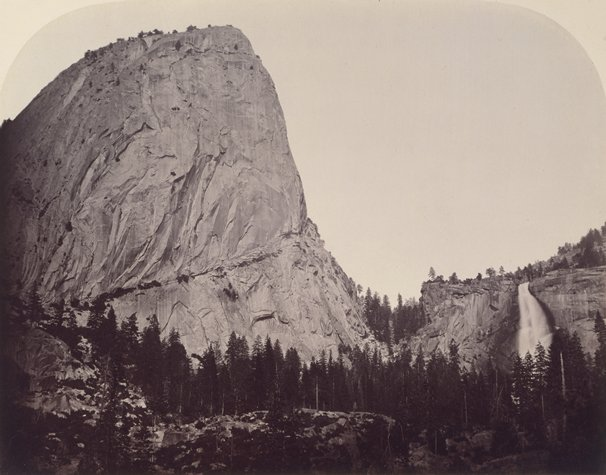
كارلتون إي واتكينز. جبل بروديريك، نيفادا فال، 700 قدم، يوسمايت، 1861
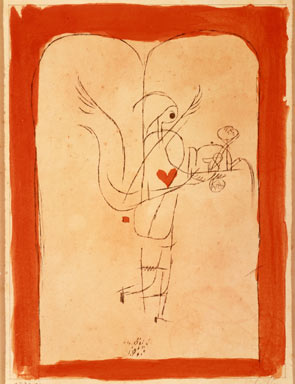
بول كلي. روح تخدم وجبة فطور صغيرة، الملاك يجلب المرغوبة، 1920
جورج براك. كمان وشمعدان، 1910جورج براك. كمان وشمعدان، 1910

## الهندسة معمارية

### مبنى ماريو بوتا
تم إحباط خطط لتوسيع المتحف في موقعه القديم، في الطوابق العليا من المبنى التذكاري للمحاربين القدامى في المركز المدني بسان فرانسيسكو، في أواخر الثمانينيات. في صيف عام 1988، تم الإعلان عن المهندسين المعماريين ماريو بوتا وتوماس بيبي وفرانك جيري كمرشحين نهائيين في مسابقة لتصميم الهيكل الجديد لمتحف سان فرانسيسكو للفن الحديث في وسط المدينة. ضم المتأهلون إلى الدور نصف النهائي تشارلز مور وتاداو أندو. كان على المتأهلين النهائيين الثلاثة تقديم مقترحات تصميم خاصة بالموقع في وقت لاحق من ذلك العام، لكن المتحف ألغى مسابقته المعمارية بعد شهر واحد فقط وذهب مع المهندس المعماري بوتا البالغ من العمر 45 عامًا.
تم بناء المتحف الجديد، الذي تم التخطيط له بالتعاون مع المهندسين المعماريين هيلموث وأوباتا وكاسابوم، على مساحة 59,000 قدم مربع (5,500 م2) من موقف للسيارات بشارع ثيرد ستريت بين شارع ميشن وشارع هوارد. تم استهداف موقع ساوث أوف ماركت، وهو منطقة بالقرب من مركز مؤتمرات موسكون يتكون أساسًا من مواقف السيارات، من خلال اتفاقية بين المتحف ووكالة إعادة التطوير وشركة التطوير أوليمبيا يورك. تم توفير الأرض من قبل الوكالة والمطور، ولكن تم تمويل باقي المتحف من القطاع الخاص. بدأ بناء المتحف الجديد في أوائل عام 1992، وافتتح في عام 1995، بمناسبة الذكرى الستين للمؤسسة.
في وقت افتتاح المبنى الجديد، وصفت متحف سان فرانسيسكو للفن الحديث نفسها بأنها أكبر متحف فني أمريكي جديد في العقد، 50,000 قدم مربع (4,600 م2) من مساحة العرض، وهي ثاني أكبر مبنى منفرد في الولايات المتحدة مخصص للفن الحديث. (متحف نيويورك للفن الحديث، 100,000 قدم مربع (9,300 م2) من مساحة المعرض، كان أكبر هيكل منفرد، في حين أن ما يقرب من 80.000 قدم مربع من متحف الفن المعاصر، وضعته لوس أنجلوس في المرتبة الثانية).
يتكون مبنى بوتا من صالات عرض ترتفع حول ردهة مركزية منور، فوق درج مبدع. يتميز هيكلها الخارجي بوجود 130 قدم (40 م) اسطوانة طويلة وواجهة حجرية متدرجة. يتميز التصميم الداخلي لبوتا بشرائط متناوبة من الجرانيت الأسود المصقول والمُشعل باللهب على الأرض، وجدران الطابق الأرضي، وقواعد الأعمدة؛ وأشرطة من الخشب الطبيعي المطلي بالأسود على مكاتب الاستقبال ومكتب فحص المعاطف.

### الحديقة على السطح
في عام 2009، افتتحت متحف سان فرانسيسكو للفن الحديث 14,400 قدم مربع (1,340 م2) حديقة على السطح. بعد مسابقة دعوة أقيمت في عام 2006، صمَّمت شركة جانسن المعماريّة الحديقة بالتعاون مع كونجر موس جيلارد لاندسكايب المعماريّة. يتميز بمساحتين في الهواء الطلق وجناح زجاجي يوفر إطلالات على مجموعة المنحوتات في المتحف بالإضافة إلى أفق سان فرانسيسكو. كما أنه بمثابة معرض داخلي / خارجي على مدار العام.

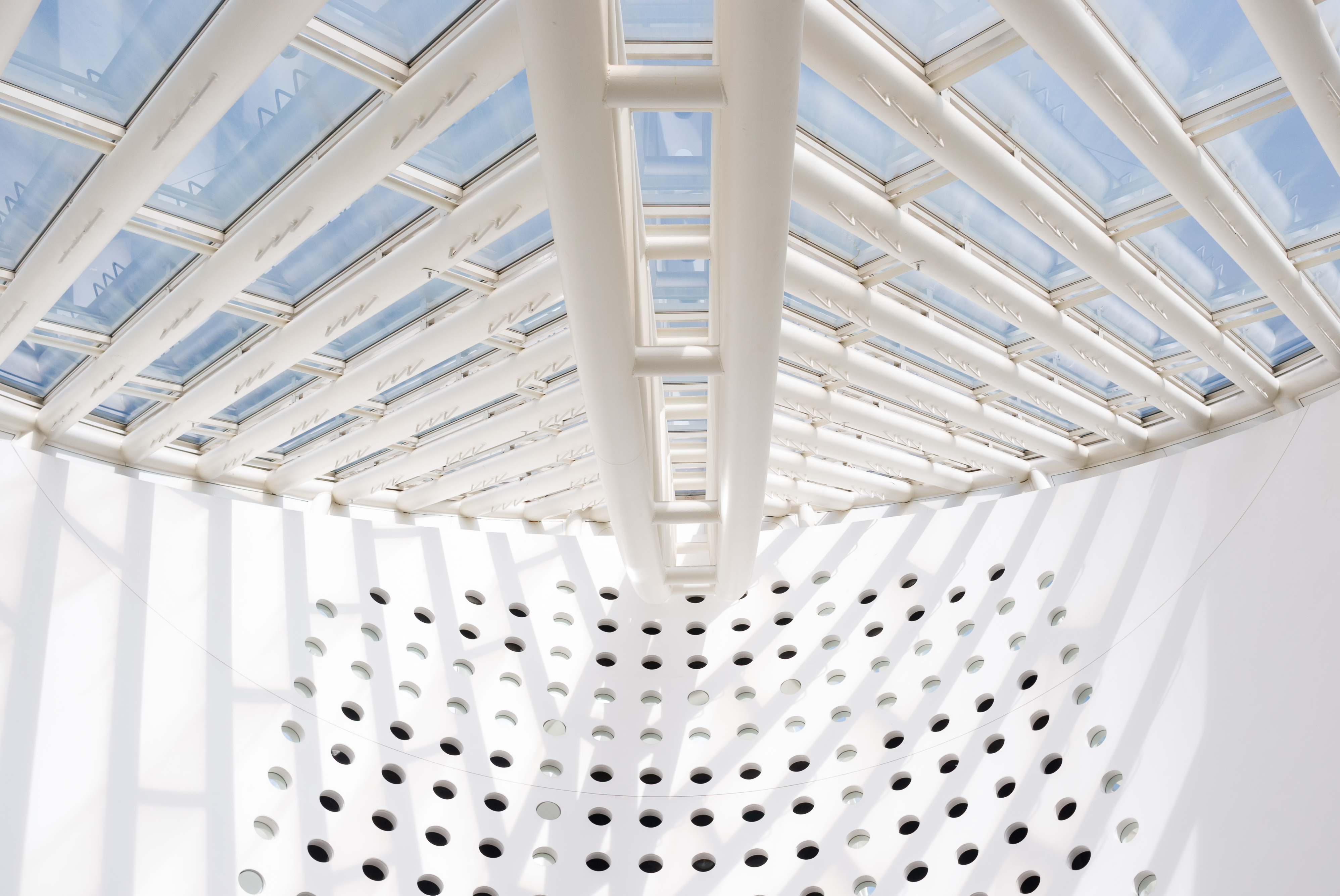
سقف العمارة

### توسيع سنويتا
في عام 2009، استجابة للنمو الكبير في جماهير ومجموعات المتحف منذ افتتاح مبنى عام 1995، أعلنت سفموما عن خطط للتوسع. تضمنت القائمة المختصرة التي تم إصدارها في مايو 2010 أربع شركات معمارية قيد الدراسة رسميًا للمشروع: ديفيد أدجاي؛ ديلر سكوفيديو + رينفر؛ فوستر آند بارتنرز وسنويتا. في يوليو 2010، اختار المتحف شركة الهندسة المعمارية النرويجية سنويتا لتصميم التوسع.
افتتح في مايو 2016، 235,000 قدم مربع (21,800 م2) انضمَّ إلى المبنى الحالي بإضافة جديدة تمتد من مينا إلى شوارع هوارد. يشتمل المبنى الموسع على سبعة مستويات مخصصة للفن والبرمجة العامة، وثلاثة طوابق تضم مساحة دعم محسّنة لعمليات المتحف. إنه يوفر ما يقرب من 142,000 قدم مربع (13,200 م2) من مساحة معرض داخلية وخارجية، بالإضافة إلى ما يقرب من 15,000 قدم مربع (1,400 م2) من المساحات العامة المجانية المليئة بالفنون، أي أكثر من ضعف قدرة متحف سان فرانسيسكو للفنون الحديثة السابقة لعرض الفن وتوفير ما يقرب من ستة أضعاف المساحة العامة للمبنى قبل التوسعة.
يشتمل المبنى الموسع على ميزات مثل حديقة عمودية واسعة النطاق في الطابق الثالث، يُزعم أنها أكبر جدار معيشة عام للنباتات المحلية في سان فرانسيسكو؛ معرض مجاني في الطابق الأرضي يواجه شارع هوارد 25 قدم (7.6 م) الجدران الزجاجية الطويلة التي تعرض الفن للمارة، مساحة «الصندوق الأبيض» مزدوجة الارتفاع في الطابق الرابع مع إضاءة وأنظمة صوت متطورة؛ وأحدث استوديوهات الترميم في الطابقين السابع والثامن. واجهات التمدد مغطاة بألواح خفيفة الوزن مصنوعة من البلاستيك المقوى بالألياف. عند الانتهاء، كان هذا أكبر تطبيق لتكنولوجيا المركبات على الهندسة المعمارية في الولايات المتحدة في ذلك الوقت. حصل المبنى على شهادة الريادة في تصميمات الطاقة والبيئة الذهبية، مع خفض تكلفة الطاقة بنسبة 15٪، وتقليل استخدام المياه بنسبة 30٪، وخفض توليد المياه العادمة بنسبة 20٪. تمت إزالة درج بوتا.

## الإدارة

### إشراك الجمهور
توقع المتحف أن يقفز الحضور من 650 ألف زائر سنويًا في عام 2011 إلى أكثر من مليون زائر سنويًا بمجرد افتتاح الجناح الجديد.

### مجلس الأمناء
يرأس مجلس إدارة سفموما روبرت ج. فيشر، ورئيسها ديانا نيلسون. تحتفظ سفموما بمقعد واحد في مجلس إدارتها لفنان عامل يخدم لمدة ثلاث سنوات؛ لا يتضمن منصب المجلس الخاص أي التزامات مالية تجاه المتحف، ولكنه يتضمن حق التصويت والمشاركة في اللجان.

### التمويل
بحلول عام 2010، جمع متحف سان فرانسيسكو للفن الحديث 250 مليون دولار، مما سمح له بمضاعفة حجم هباته ووضع 150 مليون دولار في توسعته.

### المدراء
هذه قائمة بمدراء المتحف:
- 1935–1958 Grace Morley
- 1958–1965 George D. Culler
- 1966–1972 Gerald Nordland
- 1974–1986 Henry T. Hopkins
- 1987–1997 John R. Lane
- 1998–2001 David A. Ross

### القيّمون
- Sandra S. Phillips, Curator Emeritus[44]
- Janet C. Bishop, Curator of Painting and Sculpture[45]
- Rudolf Frieling, Curator of Media Arts[46]
- Clément Chéroux, Senior Curator of Photography[47]
- Corey Keller, Curator of Photography[48]
- Jennifer Dunlop Fletcher, Helen Hilton Raiser Curator of Architecture and Design, Head of the Department of Architecture and Design[49][50]

### مجلس الإدارة
- روبرت ج. فيشر، الرئيس
- ديانا نيلسون، رئيس
- ميمي إل هاس، نائب الرئيس
- روبن إم رايت، نائب الرئيس
- ديفيد ماهوني، أمين / أمين الصندوق

### كرسي فخري
- بروكس والكر جونيور

### الأمناء الفخريون
- جيرسون بكار
- ريتشارد لو

## معرض الفنانين
يدير المتحف أيضًا معرض الفنانين في فورت ماسون، وهو معرض غير ربحي يقع في مركز فورت ماسون في منطقة مارينا في سان فرانسيسكو. تأسس معرض الفنانين في عام 1978 كمنفذ للفنانين الناشئين والراسخين في شمال كاليفورنيا. يقام المعرض ثمانية معارض كل عام، بما في ذلك العروض الفردية والجماعية والموضوعية. تغطي الأعمال مجموعة من الأساليب والوسائط، من التقليدية إلى التجريبية، وجميع الأعمال متاحة للإيجار أو الشراء. في عام 2021، أعلنَت إدارة متحف سان فرانسيسكو للفن الحديث أنها ستغلق معرض الفنان إلى جانب منصة للنشر وبرنامج الأفلام.

## إن سيتو
إن سيتو (بالإنجليزية: In Situ) هو مطعم فاخر يقع داخل سفموما. يديره كوري لي، صاحب مطعم بينو الحائز على جائزة سان فرانسيسكو. يقدم إن سيتو قائمة منسقة تسلط الضوء على الأطباق المميزة من المطاعم الأخرى حول العالم.